# Ernst-Schneller-Preis
Der Ernst-Schneller-Preis war eine nichtstaatliche Auszeichnung   der Gesellschaft für Sport und Technik in der Deutschen Demokratischen Republik (DDR), welche 1977 gestiftet wurde. Seine Verleihung erfolgte für hervorragende Leistungen im Dienst der sozialistischen Wehrerziehung und für Verdienste auf wissenschaftlich-technischem, künstlerischem oder journalistischem Gebiet. Die Dotierung des Preises belief sich bei Einzelpersonen auf 5000 Mark und für Kollektive auf 3000 Mark. Im Übrigen war die Höchstverleihungszahl des Preises auf nur sechs Preise jährlich begrenzt. Bekannte Stücke werden im Einzelhandel derzeit mit ca. 80 € gehandelt.

## Medaille für Preisträger
Zum Preis gehörte eine Medaille mit einem Durchmesser von 31,5 mm, die auf ihrem Avers den vom Betrachter aus gesehen links blickenden Kopf Ernst Schnellers zeigt. Dieser ist halbkreisförmig von der Umschrift: ERNST SCHNELLER PREIS umschlossen. Unter seinem Kopfporträt befindet sich mittig die Inschrift: GST. Getragen wurde die Medaille an der linken oberen Brustseite an einer rechteckigen blau bezogenen Spange, in deren Mitte ein weißer senkrechter Mittelstreifen eingewebt war, in welchem wiederum ein 1 mm breiter blauer senkrechter Streifen eingewebt war. Der Saum der Spange bestand beidseitig ebenfalls aus einem schmalen weißen Rand.